# Bahalana abacoana
Bahalana abacoana is een pissebed uit de familie Cirolanidae. De wetenschappelijke naam van de soort is voor het eerst geldig gepubliceerd in 2006 door Botosaneau & Iliffe.